# Pobrzeża Południowobałtyckie

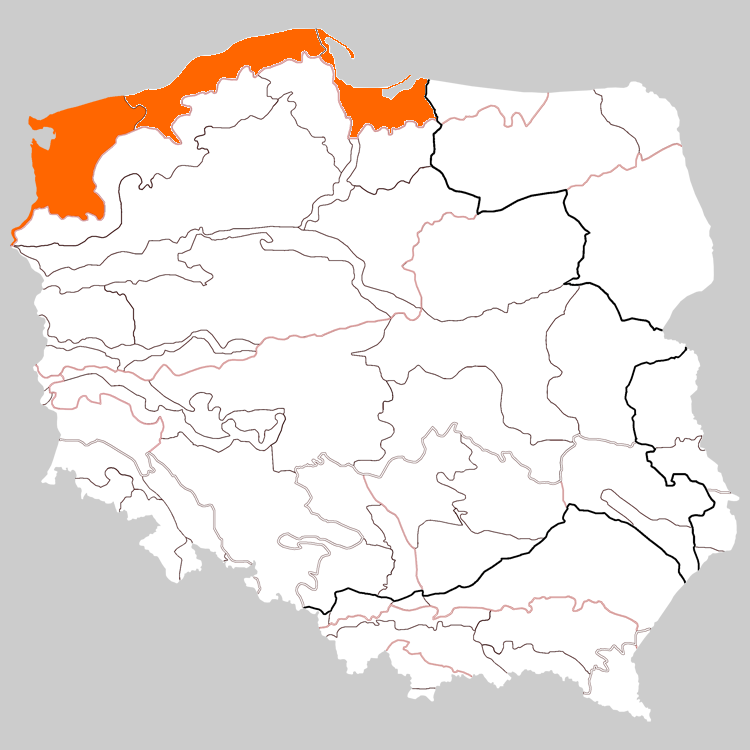
Pobrzeża Południowobałtyckie na terenie Polski

Region Pobrzeży Południowobałtyckich (313) – pas o szerokości kilku do kilkunastu kilometrów, rozciągający się wzdłuż południowych wybrzeży Bałtyku – od Zatoki Kilońskiej aż po Zalew Wiślany. Nadmorskie krajobrazy tego pasa dzielą się na: wydmowy, deltowy, jeziorno-bagienny, i wysoczyznowy (nadmorskie urwiska). Poza krajobrazami nadmorskimi region obejmuje również, pocięte siecią pradolin, równiny morenowe, położone poniżej 100 m n.p.m., z nielicznymi wzgórzami i wzniesieniami o wysokości do 198,5 m (Góra Srebrna).
Bliskość morza znacząco wpływa na klimat tego regionu – cechują go łagodne zimy i niezbyt upalne lata. Średnie sumy opadów rocznych przekraczają 600 mm. W zbiorowiskach roślinnych występują na tym terenie gatunki atlantyckie.
Pobrzeże Południowobałtyckie jest terenem bardzo atrakcyjnym zarówno przyrodniczo, jak i turystycznie. W granicach tego regionu utworzono dwa nadmorskie parki narodowe, pięć parków krajobrazowych i kilkadziesiąt rezerwatów przyrody.
Pobrzeża Południowobałtyckie zajmują w granicach Polski 19 tys. km² i dzielą się na trzy makroregiony: Pobrzeże Szczecińskie, Pobrzeże Koszalińskie i Pobrzeże Gdańskie.
Pobrzeże Szczecińskie zajmuje tereny wokół Zalewu Szczecińskiego, ujścia Odry i brzegów Zatoki Pomorskiej. W granicach Polski zajmuje około 8 tys. km² i jest dosyć zróżnicowane. W jego granicach wyróżnia się jedenaście mezoregionów: Uznam i Wolin, Wybrzeże Trzebiatowskie, Równinę Wkrzańską nazywaną również Równiną Policką, Dolinę Dolnej Odry, Równinę Goleniowską, Wzgórza Szczecińskie, Wzgórza Bukowe, Równinę Wełtyńską, Równinę Pyrzycko-Stargardzką, Równinę Nowogardzką i Równinę Gryficką.
Pobrzeże Koszalińskie z zachodu graniczy z Wybrzeżem Trzebiatowskim i Równiną Gryficką, zaś od wschodu z Kępą Swarzewską i Kępą Pucką. Zajmuje powierzchnię ok. 6,5 tys. km² i dzieli się na sześć mezoregionów: Wybrzeże Słowińskie, Równinę Białogardzką, Równinę Sławieńską, Wysoczyznę Damnicką, Wysoczyznę Żarnowiecką oraz pradolinę Łeby i Redy.
Pobrzeże Gdańskie otacza półkoliście Zatokę Gdańską na południe od linii łączącej przylądek Rozewie na zachodzie z półwyspem Sambii na wschodzie. Charakterystyczną cechą tego regionu jest występowanie wyodrębnionych płatów wysoczyznowych o wysokości kilkudziesięciu metrów, rozdzielonych formami dolinowymi (tzw. „kępy”), ponadto mierzei i rozległej delty Wisły. Ze względu na położenie klimat regionu ma cechy nieco bardziej kontynentalne, zimą jest tam chłodniej niż w przypadku pozostałych makroregionów Pobrzeża Południowobałtyckiego. Pobrzeże Gdańskie obejmuje ok. 4,5 tys. km² i dzieli się na siedem mezoregionów: Pobrzeże Kaszubskie, Mierzeję Helską, Mierzeję Wiślaną, Żuławy Wiślane, Wysoczyznę Elbląską, Równinę Warmińską i Wybrzeże Staropruskie.